# N19 (Guinea)
Die N19 ist eine Fernstraße in Guinea, die in Gogota an der Ausfahrt der N2 beginnt und in Thuo an der Grenze nach Liberia endet. Sie ist 22 Kilometer lang.